# Bolbosoma vasculosum
Bolbosoma vasculosum är en hakmaskart som först beskrevs av Rudolphi 1819.  Bolbosoma vasculosum ingår i släktet Bolbosoma och familjen Polymorphidae. Inga underarter finns listade i Catalogue of Life.